# Lijst van afleveringen van Teenage Mutant Ninja Turtles (2003-2009)
Dit is een lijst met afleveringen van de Amerikaanse televisieserie Teenage Mutant Ninja Turtles. De serie telt 5 seizoenen, en 1 "verloren seizoen". Een overzicht van alle afleveringen is hieronder te vinden.

## Afleveringen

### Seizoen 1
| Nr. | Titel aflevering                    | Uitzenddatum VS   |
| --- | ----------------------------------- | ----------------- |
| 1   | Vernieuwing doet goed               | 8 februari 2003   |
| 2   | De betere muizenval                 | 15 februari 2003  |
| 3   | Aanval van de robobeesten           | 22 februari 2003  |
| 4   | Maak kennis met Casey Jones         | 1 maart 2003      |
| 5   | Het nano monster                    | 8 maart 2003      |
| 6   | Stad in het duister                 | 15 maart 2003     |
| 7   | Ontzichtbaar zijn                   | 22 maart 2003     |
| 8   | Angel                               | 29 maart 2003     |
| 9   | De Vuilnisman                       | 5 april 2003      |
| 10  | Shredder slaat toe, deel 1          | 12 april 2003     |
| 11  | Shredder slaat toe, deel 2          | 19 april 2003     |
| 12  | De tegenvallende Turtle Titan       | 3 mei 2003        |
| 13  | Geluiden uit de onderwereld, deel 1 | 10 mei 2003       |
| 14  | Geluiden uit de onderwereld, deel 2 | 17 mei 2003       |
| 15  | Geluiden uit de onderwereld, deel 3 | 24 mei 2003       |
| 16  | De grote tovenaar                   | 31 mei 2003       |
| 17  | Shredder slaat terug, deel 1        | 7 juni 2003       |
| 18  | Shredder slaat terug, deel 2        | 14 juni 2003      |
| 19  | Verhalen over Leo                   | 13 september 2003 |
| 20  | Monsterjager                        | 20 september 2003 |
| 21  | Terug naar New York, deel 1         | 27 september 2003 |
| 22  | Terug naar New York, deel 2         | 4 oktober 2003    |
| 23  | Terug naar New York, deel 3         | 11 oktober 2003   |
| 24  | Raphael en zijn welp                | 18 oktober 2003   |
| 25  | Zoek splinter, deel 1               | 25 oktober 2003   |
| 26  | Zoek splinter, deel 2               | 1 november 2003   |

### Seizoen 2
| Nr. | Titel aflevering                                        | Uitzenddatum VS   |
| --- | ------------------------------------------------------- | ----------------- |
| 1   | Turtles in Space, Part 1 - The Fugitoid                 | 8 november 2003   |
| 2   | Turtles in Space, Part 2 - The Trouble with Triceratons | 15 november 2003  |
| 3   | Turtles in Space, Part 3 - The Big House                | 22 november 2003  |
| 4   | Turtles in Space, Part 4 - The Arena                    | 29 november 2003  |
| 5   | Turtles in Space, Part 5 - Triceraton Wars              | 6 december 2003   |
| 6   | Secret Origins, Part 1                                  | 17 januari 2004   |
| 7   | Secret Origins, Part 2                                  | 24 januari 2004   |
| 8   | Secret Origins, Part 3                                  | 31 januari 2004   |
| 9   | Reflections                                             | 14 februari 2004  |
| 10  | The Ultimate Ninja                                      | 7 februari 2004   |
| 11  | Modern Love - The Return of Nano                        | 21 februari 2004  |
| 12  | What a Croc                                             | 28 februari 2004  |
| 13  | Return to the Underground                               | 6 maart 2004      |
| 14  | City at War, Part 1                                     | 13 maart 2004     |
| 15  | City at War, Part 2                                     | 20 maart 2004     |
| 16  | City at War: Part 3                                     | 27 maart 2004     |
| 17  | Junklantis                                              | 3 april 2004      |
| 18  | The Golden Puck                                         | 10 april 2004     |
| 19  | Rouge in the House, Part 1                              | 17 april 2004     |
| 20  | Rouge in the House, Part 2                              | 24 april 2004     |
| 21  | April's Artifact                                        | 1 mei 2004        |
| 22  | Return of the Justice Force                             | 8 mei 2004        |
| 23  | Big Brawl, Part 1                                       | 15 mei 2004       |
| 24  | Big Brawl, Part 2                                       | 18 september 2004 |
| 25  | Big Brawl, Part 3                                       | 25 september 2004 |
| 26  | Big Brawl, Part 4                                       | 2 oktober 2004    |

### Seizoen 3
| Nr. | Titel aflevering       | Uitzenddatum VS  |
| --- | ---------------------- | ---------------- |
| 1   | Space Invaders, Part 1 | 9 oktober 2004   |
| 2   | Space Invaders, Part 2 | 16 oktober 2004  |
| 3   | Space Invaders, Part 3 | 23 oktober 2004  |
| 4   | Worlds Collide, Part 1 | 30 oktober 2004  |
| 5   | Worlds Collide, Part 2 | 6 november 2004  |
| 6   | Worlds Collide, Part 3 | 13 november 2004 |
| 7   | Touch and Go           | 20 november 2004 |
| 8   | Hunted                 | 27 november 2004 |
| 9   | H.A.T.E                | 4 december 2004  |
| 10  | Nobody's Fool          | 11 december 2004 |
| 11  | The Christmas Aliens   | 25 december 2004 |
| 12  | New Blood              | 22 januari 2005  |
| 13  | The Lesson             | 18 december 2004 |
| 14  | The Darkness Within    | 29 januari 2005  |
| 15  | Mission of Gravity     | 5 februari 2005  |
| 16  | The Entity Below       | 6 februari 2005  |
| 17  | Time Travails          | 7 februari 2005  |
| 18  | Hun on the Run         | 8 februari 2005  |
| 19  | Reality Check          | 5 maart 2005     |
| 20  | Across the Universe    | 12 maart 2005    |
| 21  | Same as It Never Was   | 17 maart 2005    |
| 22  | The Real World: Part 1 | 26 maart 2005    |
| 23  | Real World: Part 2,    | 2 april 2005     |
| 24  | Bishop's Gambit        | 9 april 2005     |
| 25  | Exodus: Part 1         | 16 april 2005    |
| 26  | Exodus: Part 2         | 23 april 2005    |

#### Seizoen 4
| Nr. | Titel aflevering             | Uitzenddatum VS   |
| --- | ---------------------------- | ----------------- |
| 1   | Cousin Sid                   | 10 september 2005 |
| 2   | The People’s Choice          | 17 september 2005 |
| 3   | Sons of the Silent Age       | 1 oktober 2005    |
| 4   | Dragon’s Brew                | 8 oktober 2005    |
| 5   | I, Monster                   | 15 oktober 2005   |
| 6   | Grudge Match                 | 22 oktober 2005   |
| 7   | A Wing and a Prayer          | 25 september 2005 |
| 8   | Bad Day                      | 5 november 2005   |
| 9   | Aliens Among Us              | 12 november 2005  |
| 10  | Dragons Rising               | 19 november 2005  |
| 11  | Still Nobody                 | 26 november 2005  |
| 12  | All Hallows Thieves          | 29 oktober 2005   |
| 13  | Samurai Tourist              | 3 december 2005   |
| 14  | The Ancient One              | 10 december 2005  |
| 15  | Scion of the Shredder        | 4 februari 2006   |
| 16  | Prodigal Son                 | 11 februari 2006  |
| 17  | Outbreak                     | 18 februari 2006  |
| 18  | Trouble with Augie           | 25 februari 2006  |
| 19  | Insane in the Membrane       | 14 oktober 2006   |
| 20  | Return of Savanti, Part 1    | 11 maart 2006     |
| 21  | Return of Savanti, Part 2    | 18 maart 2006     |
| 22  | Tale of Master Yoshi         | 4 maart 2006      |
| 23  | Adventures in Turtle Sitting | 25 maart 2006     |
| 24  | Good Genes, Part 1           | 1 april 2006      |
| 25  | Good Genes, Part 2           | 8 april 2006      |
| 26  | Ninja Tribunal               | 15 april 2006     |

### Seizoen 5 (verloren seizoen)
Dit seizoen was al ver in de maak toen de productie werd stilgelegd om plaats te maken voor seizoen 6. Daarom wordt seizoen 6 vaak als seizoen 5 gezien, en dit seizoen als "verloren seizoen" beschouwt. Veel afleveringen van dit seizoen werden pas in 2008 uitgezonden.
| Nr. | Titel aflevering          | Uitzenddatum VS    |
| --- | ------------------------- | ------------------ |
| 1   | Lap of the Gods           | 7 augustus 2006    |
| 2   | Demons and Dragons        | 7 augustus 2006    |
| 3   | Legend of the 5 Dragons   | 7 augustus 2006    |
| 4   | More Worlds Than One      | 7 augustus 2006    |
| 5   | Beginning of the End      | 20 september 2006  |
| 6   | Nightmares Recycled       | niet uitgezonden * |
| 7   | Membership Drive          | 24 maart 2008      |
| 8   | New World Order, Part 1   | 29 maart 2008      |
| 9   | New World Order, Part 2   | 5 april 2008       |
| 10  | Fathers & Sons            | 12 april 2008      |
| 11  | Past and Present          | 19 april 2008      |
| 12  | Enter the Dragons, Part 1 | 26 april 2008      |
| 13  | Enter the Dragons, Part 2 | 3 mei 2008         |

* Deze aflevering was al deels geproduceerd toen Fox besloot hem niet te voltooien daar de producers het verhaal te luguber en te ongeschikt vonden voor de serie.

### Seizoen 6 (Fast Forward)
| Nr. | Titel aflevering              | Uitzenddatum VS   |
| --- | ----------------------------- | ----------------- |
| 1   | Future Shellshock             | 29 juli 2006      |
| 2   | Obsolete                      | 5 augustus 2006   |
| 3   | Home Invasion                 | 12 augustus 2006  |
| 4   | Headlock Prime                | 30 augustus 2006  |
| 5   | Playtime’s over               | 7 oktober 2006    |
| 6   | Bishop to Knight              | 14 oktober 2006   |
| 7   | Night of Sh'Okanabo           | 21 oktober 2006   |
| 8   | Clash of the Turtle Titans    | 28 oktober 2006   |
| 9   | Fly Me To The Moon            | 4 november 2006   |
| 10  | Invasion of the Body Jacker!  | 11 november 2006  |
| 11  | The Freaks Come Out at Night  | 25 november 2006  |
| 12  | Bad Blood                     | 2 december 2006   |
| 13  | The Journal                   | 9 december 2006   |
| 14  | The Gaminator                 | 16 december 2006  |
| 15  | Graduation Day: Class of 2105 | 24 maart 2007     |
| 16  | Timing is Everything          | 31 maart 2007     |
| 17  | Enter the Jammerhead          | 7 april 2007      |
| 18  | Milk Run                      | 14 april 2007     |
| 19  | The Fall of Darius Dunn       | 21 april 2007     |
| 20  | Turtle X-Tinction             | 28 april 2007     |
| 21  | Race For Glory!               | 8 september 2007  |
| 22  | Head of State                 | 15 september 2007 |
| 23  | DNA is Thicker than Water     | 6 oktober 2007    |
| 24  | The Cosmic Completist         | 13 oktober 2007   |
| 25  | The Day of Awakening          | 20 oktober 2007   |
| 26  | Zixxth Sense                  | 27 oktober 2007   |

### Seizoen 7
| Nr. | Titel aflevering             | Uitzenddatum VS   |
| --- | ---------------------------- | ----------------- |
| 1   | Tempus Fugit                 | 13 september 2008 |
| 2   | Karate Schooled              | 20 september 2008 |
| 3   | Something Wicked             | 27 september 2008 |
| 4   | The Engagement Ring          | 4 oktober 2008    |
| 5   | Hacking Stockman             | 18 oktober 2008   |
| 6   | Incredible Shrinking Serling | 25 oktober 2008   |
| 7   | Identity Crisis              | 1 november 2008   |
| 8   | Web Wranglers                | 8 november 2008   |
| 9   | SuperQuest                   | 15 november 2008  |
| 10  | Virtual Reality Check        | 22 november 2008  |
| 11  | City Under Siege             | 29 november 2008  |
| 12  | Super Power Struggle         | 21 februari 2009  |
| 13  | Wedding Bells and Bytes      | 28 februari 2009  |